# Compsophorus etchelsii
Compsophorus etchelsii är en stekelart som först beskrevs av Heinrich 1975.  Compsophorus etchelsii ingår i släktet Compsophorus och familjen brokparasitsteklar. Inga underarter finns listade i Catalogue of Life.